# 如东站
如东站，位于中华人民共和国江苏省南通市如东县苴镇刘埠村，是海洋铁路上的火车站，于2014年1月16日启用营运，由上海局集团新长车务段管辖。

## 歷史
- 2014年1月16日，隨著海洋铁路通车启用[2][3]。

## 車站周邊
- 如东县苴镇东屏敬老院
- 东屏小学
- 如东县海堤林业管理站
- 如东县公安局刘埠边防派出所
- 沿堤小学

## 外部連結
- 中国铁路客户服务中心（页面存档备份，存于）